# Carlos Sempé Minvielle
Carlos Sempé Minvielle (Veracruz, Veracruz, México, 8 de febrero de 1948) es un jurista mexicano que se desempeñó como ministro de la Suprema Corte de Justicia de la Nación, durante poco más de un año, del 14 de diciembre de 1993 al 31 de diciembre de 1994.

## Biografía
Nacido en la Ciudad de Boca del Rio, Veracruz, México, Sempé Minvielle comenzó su camino en el derecho al cursar la carrera de Derecho en la Facultad de Derecho de la Universidad Nacional Autónoma de México. Sus estudios culminaron con la obtención de una Mención Honorífica  en 1970 tras presentar su tesis titulada "Capacidad de las Sociedades Extranjeras en México". Posteriormente, realizó estudios sobre la lengua inglesa en el West London College en Londres, Inglaterra; y su Doctorado en la Universidad de París; posteriormente, realizó estudios de la lengua alemana en la Universidad de Salzburgo en Alemania

## Trayectoria profesional
Sempé Minivielle tiene una amplia experiencia como asesor jurídico externo en diversas instituciones gubernamentales, incluyendo la Consejería Jurídica del Ejecutivo Federal, la Secretaría de Comunicaciones y Transportes, la Secretaría de Energía, la Comisión Federal de Telecomunicaciones, la Comisión Nacional del Agua, Petróleos Mexicanos, Caminos y Puentes Federales, y la Cámara de Diputados, entre otras; destacando también su participación en diversas comisiones encargadas del análisis de proyectos de reformas constitucionales, legislativas y reglamentarias.
Dentro de la Administración Pública Federal fungió, entre otros, como Subdirector General del área jurídica de la Presidencia de la República, dependencia en la que laboró desde 1977 hasta 1993.
Sempé Minville ingresó al Poder Judicial de la Federación al rendir protesta como Ministro Numerario de la Suprema Corte de Justicia de la Nación en 1993. Este nombramiento fue realizado por el entonces Presidente de la República, Carlos Salinas de Gortari, en respuesta a la renuncia del Ministro Salvador Rocha Díaz al Alto Tribunal. Desde su ingreso, el ministro Sempé Minvielle quedó adscrito a la Tercera Sala de la Suprema Corte, de la que llegó a ser Presidente.
El Ministro Sempé Minvielle se retiró de la Suprema Corte de Justicia de la Nación el 31 de diciembre de 1994.